# Khouloud Mefteh
Khouloud Mefteh, née le 5 janvier 1991 à Kairouan, est une joueuse tunisienne de basket-ball évoluant au poste de pivot.

## Carrière
Elle termine deuxième du championnat d'Afrique des 18 ans et moins en 2008 et quinzième du championnat du monde des moins de 19 ans en 2009.
Elle participe avec l'équipe de Tunisie à quatre éditions du championnat d'Afrique, terminant dixième en 2009 et 2011, onzième en 2017 et douzième en 2019.
Elle évolue en club au Kawkab de Marrakech.